# Gaetano D’Agostino
Gaetano D’Agostino (ur. 3 czerwca 1982 w Palermo) – włoski piłkarz występujący najczęściej na pozycji środkowego pomocnika. Od 2011 roku gra w Sienie.

## Kariera klubowa
Gaetano D’Agostino zawodową karierę rozpoczął w 2000 w AS Roma. Nie mógł w niej jednak liczyć na regularne występy i w 2001 trafił do Bari. Działacze popularnych „Galletti” pozyskali jednak tylko połowę praw do karty zawodnika, a druga połowa został w rękach włodarzy „Giallorossich”. W Bari D’Agostino wywalczył sobie miejsce w podstawowej jedenastce i w pierwszym sezonie gry wystąpił w 30 ligowych spotkaniach.
Po dwóch latach spędzonych w Serie B Gaetano powrócił do Romy. W jej barwach zadebiutował w rozgrywkach Serie A, grywał także w Pucharze UEFA oraz Lidze Mistrzów. W sezonie 2003/2004 rozegrał 27 meczów dla Romy, a w kolejnych rozgrywkach na boiskach ligowych pojawił się piętnaście razy. W 2005 trafił do Messiny, z którą zajął osiemnaste miejsce w rozgrywkach włoskiej ekstraklasy. Z powodu zdegradowania Juventusu za udział w aferze korupcyjnej Messina pozostała w najwyższej klasie rozgrywek w kraju.
Po zakończeniu sezonu włoski pomocnik zdecydował się jednak zmienić klub i ostatecznie trafił do Udinese Calcio. W debiutanckim sezonie w barwach „Bianconerich” Gaetano wystąpił w 30 ligowych meczach. Ligowy debiut zanotował 1 października 2006 w zremisowanym 0:0 pojedynku z Ascoli. 19 kwietnia 2009 D’Agostino strzelił 2 gole w wygranym 3:1 meczu z Fiorentiną, tyle samo bramek zdobył już w następnej kolejce, 25 kwietnia podczas zwycięskiego 2:0 spotkania z Chievo. Łącznie w sezonie 2008/2009 strzelił 11 goli. Więcej bramek w zespole mieli tylko Fabio Quagliarella (13) i Antonio Di Natale (12).
W letnim okienku transferowym pozyskaniem D’Agostino zainteresował się Juventus F.C., a sam zawodnik zadeklarował chęć przenosin do tego zespołu. Pod koniec czerwca w wywiadzie dla portalu Tuttojuve piłkarz poinformował, że traci cierpliwość przedłużającymi się wciąż negocjacjami w sprawie transferu. Do transferu ostatecznie nie doszło i D’Agostino pozostał w Udinese.
Po 4 sezonach spędzonych w Udinese Calcio, 3 czerwca 2010 piłkarz został sprzedany za 10 milionów do Fiorentiny. 29 sierpnia w swoim debiucie z SSC Napoli (1:1) strzelił gola.
W 2011 roku D’Agostino przeszedł do Sieny.

## Kariera reprezentacyjna
D’Agostino ma za sobą występy w młodzieżowych reprezentacjach Włoch. W barwach drużyny do lat 21 wystąpił w 15 spotkaniach i strzelił 4 bramki i wywalczył z nią Mistrzostwo Europy U-21 2004. 16 listopada 2008 Marcello Lippi awaryjnie powołał D’Agostino do dorosłej kadry „Squadra Azzura” na towarzyski mecz przeciwko Grecji. W reprezentacji były gracz Romy zadebiutował jednak 6 czerwca 2009 podczas wygranego 3:0 meczu z Irlandią Północną.